# Fajolles
Fajolles är en kommun i departementet Tarn-et-Garonne i regionen Occitanien i södra Frankrike. Kommunen ligger i kantonen Saint-Nicolas-de-la-Grave som tillhör arrondissementet Castelsarrasin. År 2022 hade Fajolles 109 invånare.

## Befolkningsutveckling
Antalet invånare i kommunen Fajolles
| Referens: INSEE |